# Rusty Smith
Rusty Smith (* 27. August 1979 in Sunset Beach, Kalifornien) ist ein US-amerikanischer Shorttrack-Läufer.
Rusty Smith wurde nach dem Baseballstar Rusty Staub benannt und begann 1992 zunächst zusammen mit seiner Mutter mit Eiskunstlauf, wechselte kurz darauf jedoch zum Shorttrack. Er gehört seit 1995 dem US-amerikanischen Nationalteam an und trainiert in Colorado Springs. Trainiert wurde er zunächst von Susan Ellis und Wilma Boomstra sowie derzeit von Li Yan. Er startet auf den Strecken von 500 bis 5000 Meter. Dreimal, 1998, 2002 und 2006 nahm er an Olympischen Winterspielen teil. 2002 gewann er in Salt Lake City hinter Marc Gagnon und Jonathan Guilmette die Bronzemedaille auf der 500-Meter-Strecke.
1998 wurde Smith erstmals US-amerikanischer Mehrkampf-Meister, 2000 über die 3000-Meter-Strecke. Bei den Goodwill Games im Jahr 2000 wurde er Dritter auf der 500-Meter-Distanz. Größter Erfolg wurde der Gewinn der Goldmedaille bei den Weltmeisterschaften 2001 in Calgary über 5000 Meter mit der Mannschaft in US-Rekordzeit. Bei der Mehrkampf-WM wurde er 2001 Achter. 2002 gewann er Bronze über 1500 Meter bei den Einzelstrecken-Weltmeisterschaften und wurde Fünfter bei den Mehrkampf-Weltmeisterschaften.